# ハナショウブ
ハナショウブ（花菖蒲、Iris ensata var. ensata）はアヤメ科アヤメ属の多年草である。別名「ハナアヤメ」。シノニムはI. ensata var. hortensis, I. kaempferi.
アヤメの仲間に含まれる厳密なハナショウブも「アヤメ」の名称で広く呼ばれている。（あやめ園、あやめ祭り、自治体の花名など）。

## 解説
ハナショウブはノハナショウブ（学名I. ensata var. spontanea）の園芸種である。比較的水はけのよい場所を好む（ただし開花期には特に水分が必要である）。6月ごろに花を咲かせる。花の色は、白、桃、紫、青、黄など多数あり、絞りや覆輪などとの組み合わせを含めると5,000種類あるといわれている。花弁の付け根は黄色である（アヤメは網目模様、カキツバタは白い一筋の線）。葉幅はアヤメ（葉幅が狭い）とカキツバタ（葉幅が広い）の中間ぐらいとされる。
系統を大別すると、品種数が豊富な江戸系、室内鑑賞向きに発展してきた伊勢系と肥後系、原種の特徴を強く残す長井古種の4系統に分類でき、古典園芸植物でもある。第二次世界大戦後は系統間の交配も進んでいる。他にも海外、特にアメリカでも育種が進んでいる外国系、キショウブとの交配によるキハナショウブ（アイシャドウアイリス）、原種ノハナショウブの自然変異タイプがある。
①東北地方でノハナショウブの色変わり種が選抜され、戦国時代か江戸時代初頭までに栽培品種化され、江戸に持ち込まれ、後の3系統につながった。②長井古種は江戸に持ち込まれる以前の原形を留めた。
①②とも出典は不明だが説としてある。江戸に持ち込まれたハナショウブの出どころとしては陸奥国郡山の安積沼などの説がある。

### アヤメの名称
アヤメ類の総称として、同じアヤメ属だがアヤメ以外の種別にあたるハナショウブやカキツバタを含めて、「アヤメ」と呼称する習慣が一般的に広まっている。特にハナショウブの別名は「ハナアヤメ」であり、縮めてアヤメと呼ぶ文化も根付いている為、間違いにはあたらない。
「いずれアヤメかカキツバタ」という慣用句がある。「どれも素晴らしく優劣は付け難い」という意味と「見分けがつきがたい」という意味がある。見分け方はアヤメの項の見分け方を参照。

### ショウブの名称
「ショウブ」と呼称する例も見られるが、「ショウブ」単体の場合は、ショウブ科（古くはサトイモ科）に分類される別種の植物を指す意味合いが強いため、注意が必要である。ショウブ科のショウブの別称は「アヤメグサ」、現在のハナショウブは「ハナアヤメ」とはっきり使い分けをしていた時代もあった。

## 伝統品種群の系統
江戸系
江戸ではハナショウブの栽培が盛んで、江戸中期頃に初のハナショウブ園が葛飾堀切に開かれ、浮世絵にも描かれた名所となった。ここで特筆されるのは、旗本松平定朝（菖翁）である。60年間にわたり300近い品種を作出し『花菖培養録』を著した。ハナショウブ栽培の歴史は菖翁以前と以後で区切られる。こうして江戸で完成された品種群が日本の栽培品種の基礎となった。1910年（明治43年）からは宮沢文吾により神奈川県農事試験場（現日比谷花壇大船フラワーセンター）で当系の品種をもとに品種改良がおこなわれ、1915年（大正4年）から1920年（大正9年）頃までに約300品種が発表された。玉川大学教授 田淵俊人は、これを独特の花容から大船系と分けて分類するのが適切だと主張している。
伊勢系
現在の三重県松阪市を中心に鉢植えの室内鑑賞向きに栽培されてきた品種群である。伊勢松阪の紀州藩士吉井定五郎により独自に品種改良されたという品種群で、菊、撫子と並ぶ「伊勢三品」の一つである。江戸の商人には三井高利に代表される伊勢出身者が多く互いの行き来も盛んであり、紀州藩士も参勤交代が頻繁であった。このことから、実際には江戸系の影響を受けたであろうことが有力視されている。昭和27年（1952年）に「イセショウブ」の名称で三重県指定天然記念物となり、全国に知られるようになった。
肥後系
現在の熊本県を中心に鉢植えの室内鑑賞向きに栽培されてきた品種群である。肥後熊本藩主細川斉護が、藩士を菖翁のところに弟子入りさせ、門外不出を条件に譲り受けたもので、「肥後六花」の一つである。満月会によって現在まで栽培・改良が続けられている。菖翁との約束であった門外不出という会則を現在も厳守している点が、他系統には見られない習慣である。しかし大正に会則を破り外部へ広めてしまった会員がおり、現在では熊本県外の庭園などで目にすることができる。
長井古種
山形県長井市で栽培されてきた品種群である。同市のあやめ公園は1910年（明治43年）に開園し、市民の憩いの場であった。1962年（昭和37年）、三系統いずれにも属さない品種群が確認され、長井古種と命名されたことから知られるようになった。江戸後期からの品種改良の影響を受けていない、少なくとも江戸中期以前の原種に近いものと評価されている。現在、34種の品種が確認されている。長井古種に属する品種のうち13品種は長井市指定天然記念物である。近年、長井古種と他系の品種を掛け合わせてつくられた新品種を長井系と称している。21世紀現在、ノハナショウブの自生地ではハナショウブとの交雑個体が見られるようになっている。交雑個体の中から選抜された優良個体を品種として発表しようとする個人や団体が表れることを予測して、新系統の乱立を防ぐため、ハナショウブ愛好家の唯一の全国組織・日本花菖蒲協会の2021年（令和3年）現在の会長清水弘は、 ノハナショウブ（各自生地ごとの標準個体、自然変異）と栽培品種（長井古種・長井系以外も）との交雑による（自然交配も人為交配も）品種についても、既存の長井系と合わせて長井タイプとする新たな分類を提唱している。これは長井という品種群について長井市に起源をもつ一系統というより、ノハナショウブと栽培品種の移行型である点を優先したものであり、原種と栽培品種の交配の初期世代でも同様の形質が表れるためである。

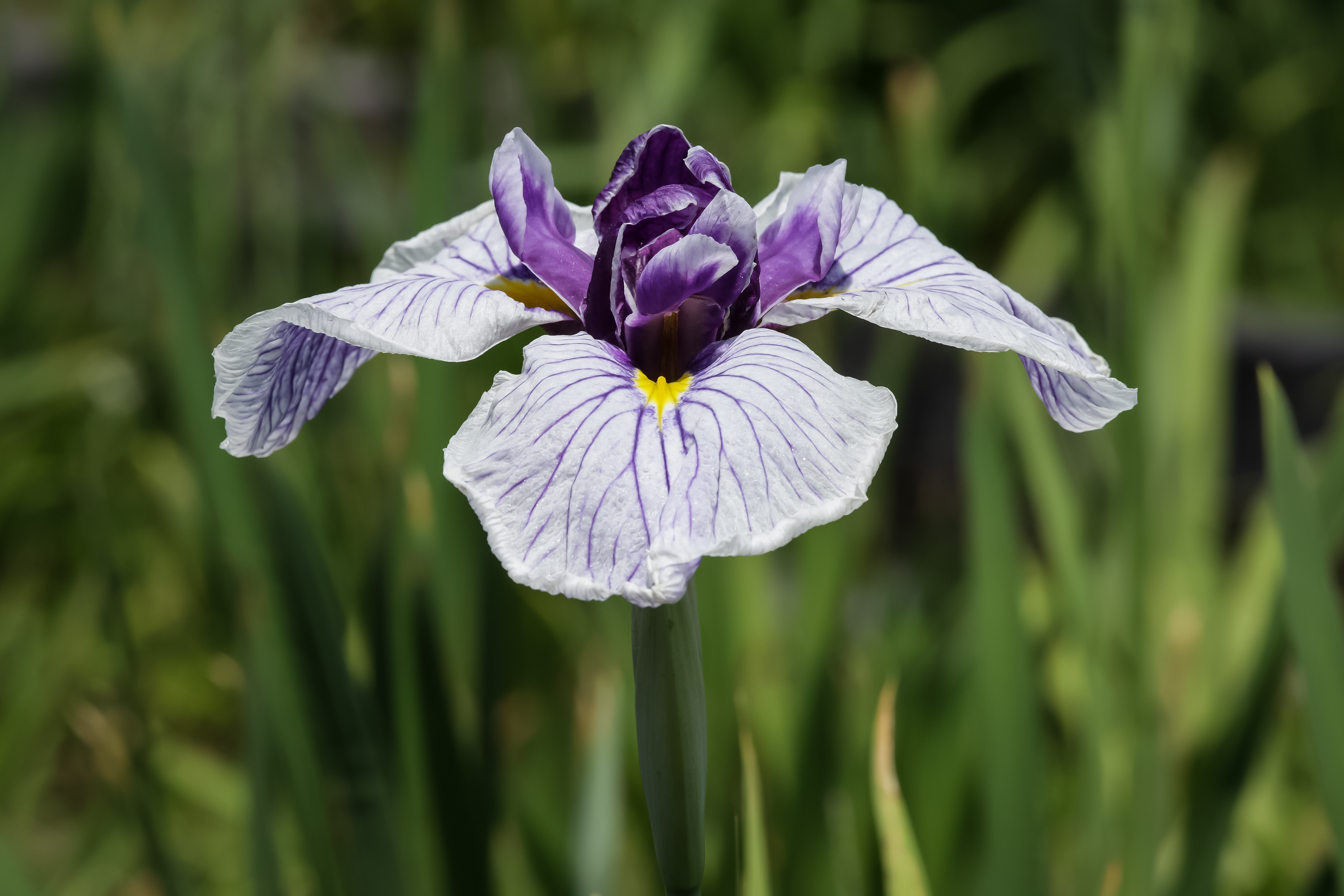
『江戸錦』（江戸系）
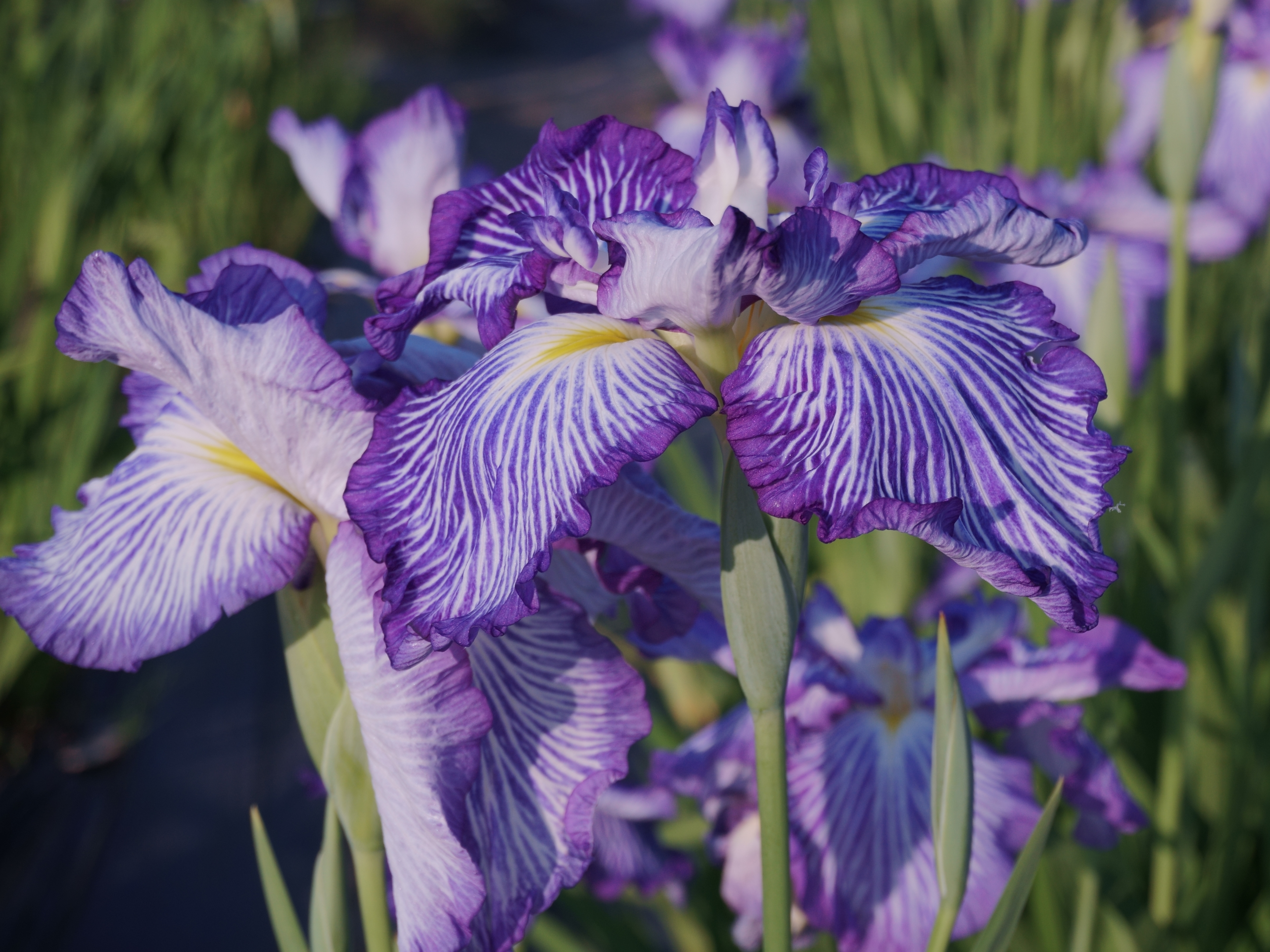
『舞扇』（肥後系）
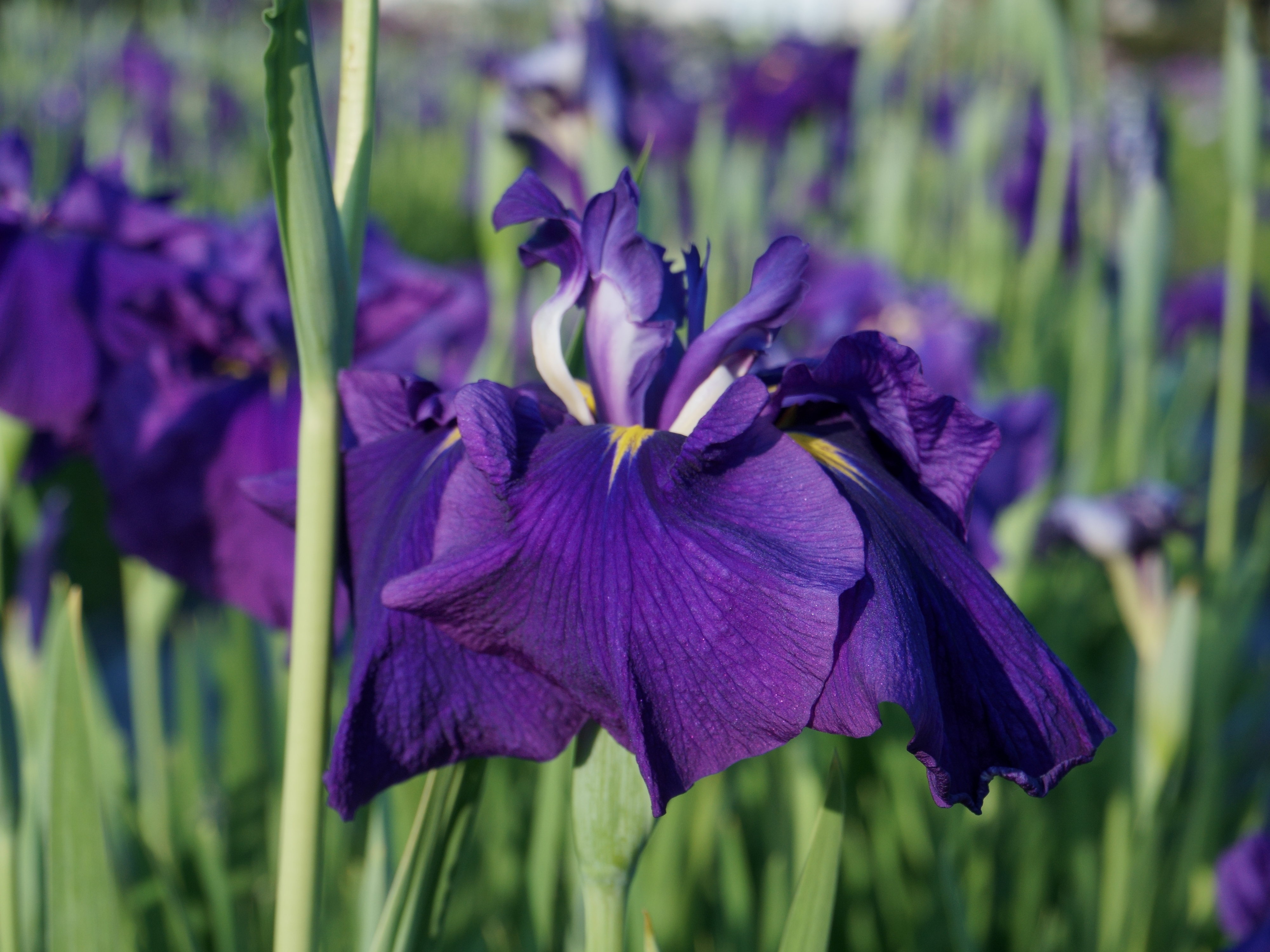
『獅子舞』（伊勢系）
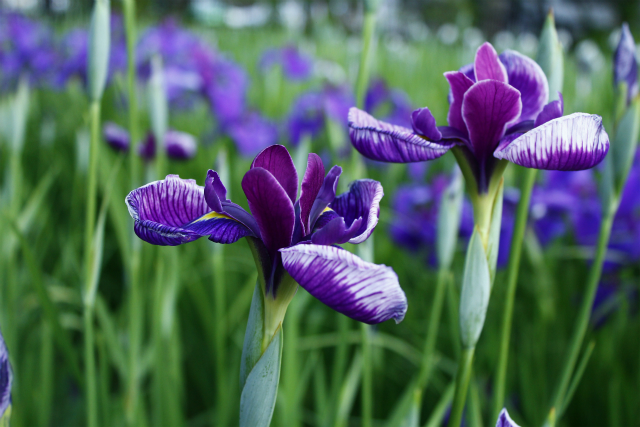
長井古種

## 自治体の花
本項目は、厳密な品種のハナショウブに限る。
都道府県の花
- 三重県 - 1969年9月22日指定

市町村の花
- 苫小牧市（北海道） 草本の花、1986年9月27日制定
- 千歳市（北海道） 1986年4月1日制定
- 長井市（山形県） 指定は「アヤメ」
- 会津美里町（福島県） 指定は「あやめ」
- 潮来市（茨城県） 指定は「アヤメ」
- 川島町（埼玉県）
- 佐倉市（千葉県）
- 小矢部市 (富山県)
- 河津町（静岡県）
- 碧南市（愛知県）
- 桑名市（三重県）
- 亀山市（三重県）
- 彦根市（滋賀県）1975年2月11日告示
- 城陽市（京都府）1982年11月7日制定
- 堺市（大阪府）1989年4月制定
- 鳥栖市（佐賀県）
- 宮崎市（宮崎県）1968年9月21日制定

特別区の花
- 渋谷区 1978年10月2日告示
- 葛飾区

## 名所
本項目は、厳密な品種のハナショウブを含んだ施設に限る。
北海道
- 八紘学園花菖蒲園（札幌市豊平区） - 2 haの園内に約450種10万株
- あやめ公園（岩見沢市） - 敷地面積4.2 ha, 混植のアヤメ・カキツバタを含め168種約1万2000株（約15万本）

青森県
- 手づくり村鯉艸郷（十和田市） - 約600種20万株

岩手県
- 花と泉の公園花菖蒲園（一関市）
- 毛越寺庭園（平泉町）

宮城県
- 山王史跡公園あやめ園（栗原市） - 約500種12万株（長井系、ノハナショウブを含む）
- 多賀城跡あやめ園（多賀城市） - 約2.1 haの園内にアヤメ、カキツバタを含む約800種300万本

山形県
- 長井あやめ公園（長井市） - 3.3 haの公園内に500種100万本、長井系（長井古種）発祥地で34種が植栽されている。

福島県
- 浄楽園（福島市） - 東北有数の日本庭園に約3,000株が植栽されている。
- 四季の里緑水苑（郡山市） - 10 haの敷地内の池付近に約30万株が植栽されている。
- 伊佐須美神社あやめ苑（大沼郡会津美里町） - 150種10万株が植栽されている。

茨城県
- 水郷潮来あやめ園（潮来市） - 約1.3 haの園内に約500種類100万株。

群馬県
- 華蔵寺公園水生植物園（伊勢崎市）

埼玉県
- 菖蒲城趾あやめ公園（久喜市）- 約50種3万株

千葉県
- 水郷佐原あやめパーク（香取市）

東京都
- 皇居東御苑（千代田区）
- 小石川後楽園（文京区） - 都立庭園
- 清澄庭園（江東区） - 都立庭園
- 明治神宮御苑花菖蒲園（渋谷区）
- 堀切菖蒲園（葛飾区） - 江戸系および肥後系中心
- 水元公園（葛飾区）
- しょうぶ沼公園（足立区） - 江戸系中心140品種、約8,100株
- 吹上しょうぶ公園（青梅市） - 江戸系・肥後系・伊勢系など約10万株が植えられている。開花時期は6月の上旬から下旬。『吹上花しょうぶまつり』は5月下旬から6月下旬まで開催される。
- 北山公園（東村山市）- となりのトトロのモデルのひとつとなった八国山緑地に隣接する自然公園。江戸系、伊勢系、肥後系、外国系など約170種7,000株[13]

神奈川県
- 横須賀しょうぶ園（横須賀市）
- 明月院（鎌倉市）- アジサイ寺としての知名度が高いが、同時期に見頃を迎える
- 神奈川県立フラワーセンター大船植物園（鎌倉市）

富山県
- 県民公園頼成の森（砺波市） - 600種70万株
- 高瀬遺跡公園（南砺市） - 約80種4万株

福井県
- 北潟湖畔花菖蒲園（あわら市）- 約300種20万本

岐阜県
- 曽根城公園（大垣市）- 約80種約1万6千株

静岡県
- 修善寺虹の郷日本庭園（伊豆市）- 約300種7,000株
- 加茂荘花鳥園（旧・加茂花菖蒲園）（掛川市）- 約1,500種100万株
- はままつフラワーパーク（浜松市中央区）- 約720種100万株
- 小國神社一宮花しょうぶ園（周智郡森町） - 約130種40万本

愛知県
- 鶴舞公園（名古屋市昭和区） - 約90種2万株
- 東公園（岡崎市）
- 賀茂しょうぶ園（豊橋市） - 約300種3万7千株
- 赤塚山公園（豊川市） - 約120種5千株
- 知立公園（知立市） - 約60種約3万株

三重県
- なばなの里（桑名市）
- 九華公園（桑名市）
- 亀山公園（亀山市）
- 豊受大神宮（伊勢神宮外宮）勾玉池（伊勢市） - 約240種2,300株

滋賀県
- 道の駅しんあさひ風車村新旭花菖蒲園（高島市） - 約150種20万株

京都府
- 京都府立植物園はなしょうぶ園（京都市左京区） - 250種3,000株

奈良県
- 柳生花しょうぶ園（奈良市柳生町） - 約460種80万株
- 花の郷滝谷 花しょうぶ園（宇陀市） - 約600種100万本

大阪府
- 城北公園（大阪市旭区）
- 城山古墳小山花菖蒲園（藤井寺市） - ハナショウブ1万6千株とともにスイレンも植栽されている。
- 高槻花しょうぶ園（高槻市） - 約500種、100万本の花しょうぶの他に、しゃくなげ、水ばしょうなどが植栽されている。
- 山田池公園（枚方市）

兵庫県
- 須磨離宮公園（神戸市須磨区） - 40種3,000株
- 永沢寺花しょうぶ園（三田市） - 1 haの園地に650種300万本
- 播州山崎花菖蒲園（宍粟市） - 6 haの園内に約1千種100万本、他にアヤメ70種20万本
- 兵庫県立フラワーセンター（加西市） - 230種5万本
- 永富家住宅秋恵園（たつの市） - 50種3,000株

山口県
- 吉香公園城山花菖蒲園・吉香花菖蒲園（岩国市） - 2か所の菖蒲園に合計約140種11万株

福岡県
- 夜宮公園（北九州市戸畑区） - 35種2万本
- 宮地嶽神社江戸菖蒲苑（福津市） - 100種10万本

佐賀県
- 大和中央公園花しょうぶ園（佐賀市） - 100種4万本

大分県
- 神楽女湖菖蒲園（別府市） - 80種1万5千株

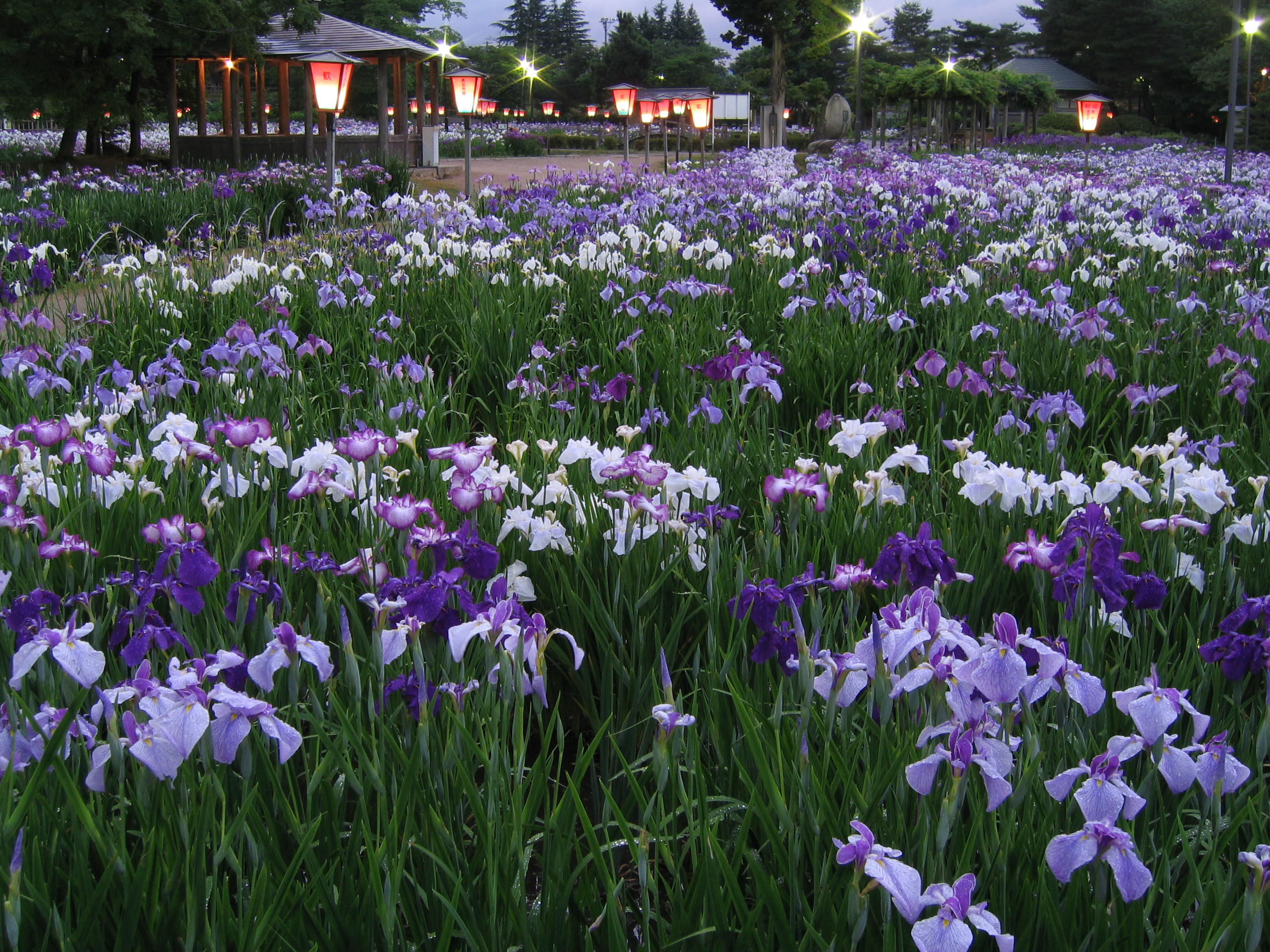
長井あやめ公園
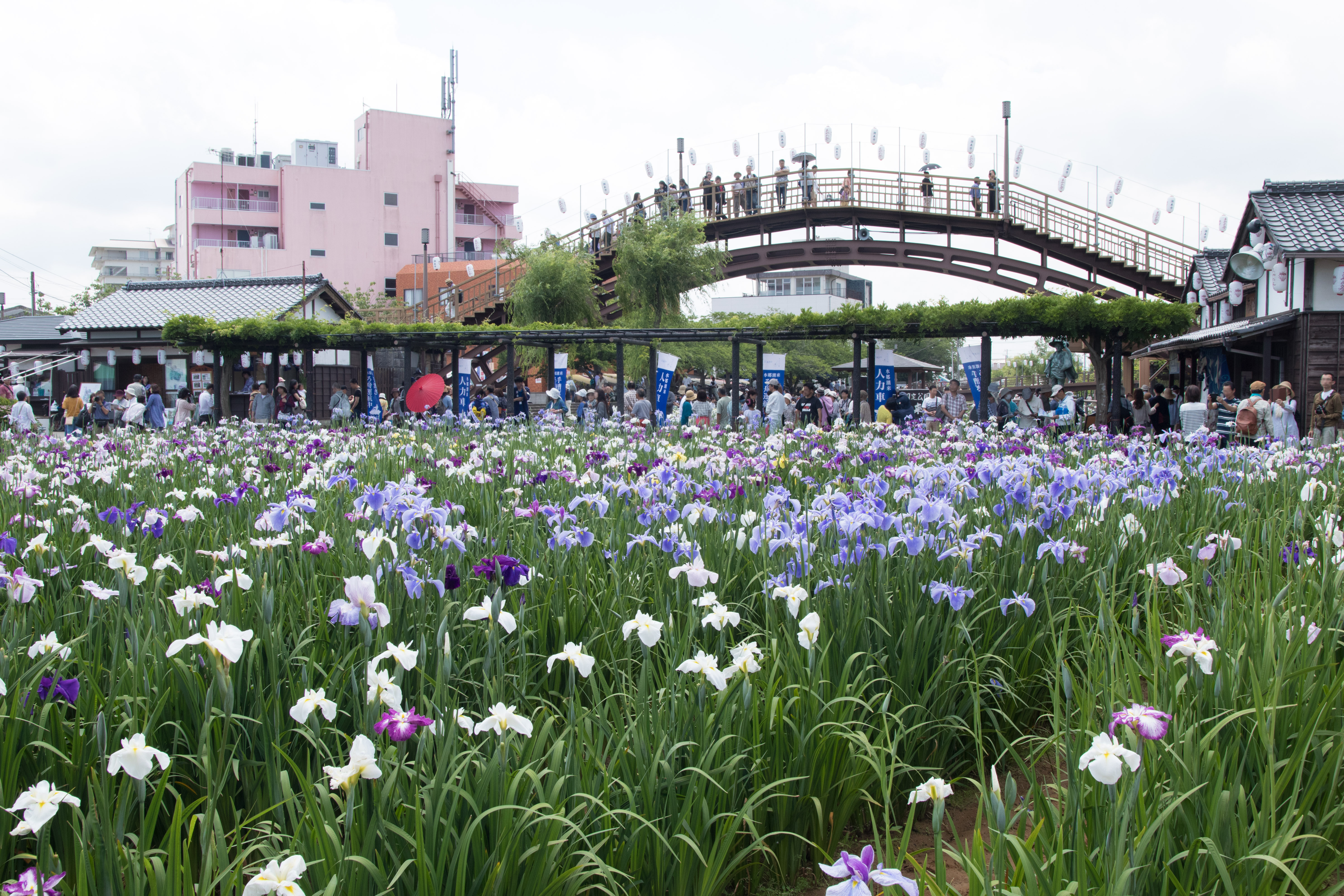
水郷潮来あやめ園
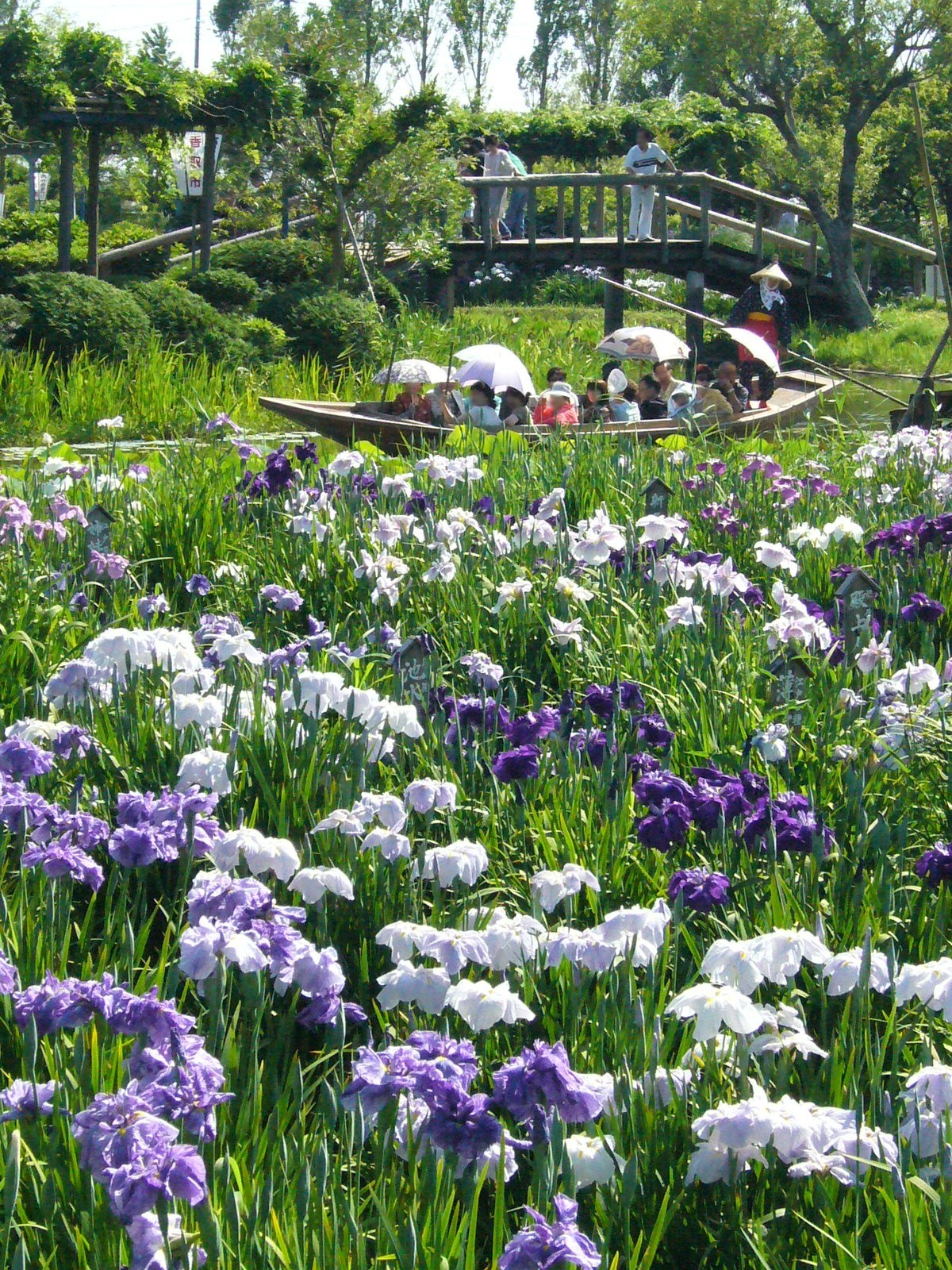
水郷佐原あやめパーク
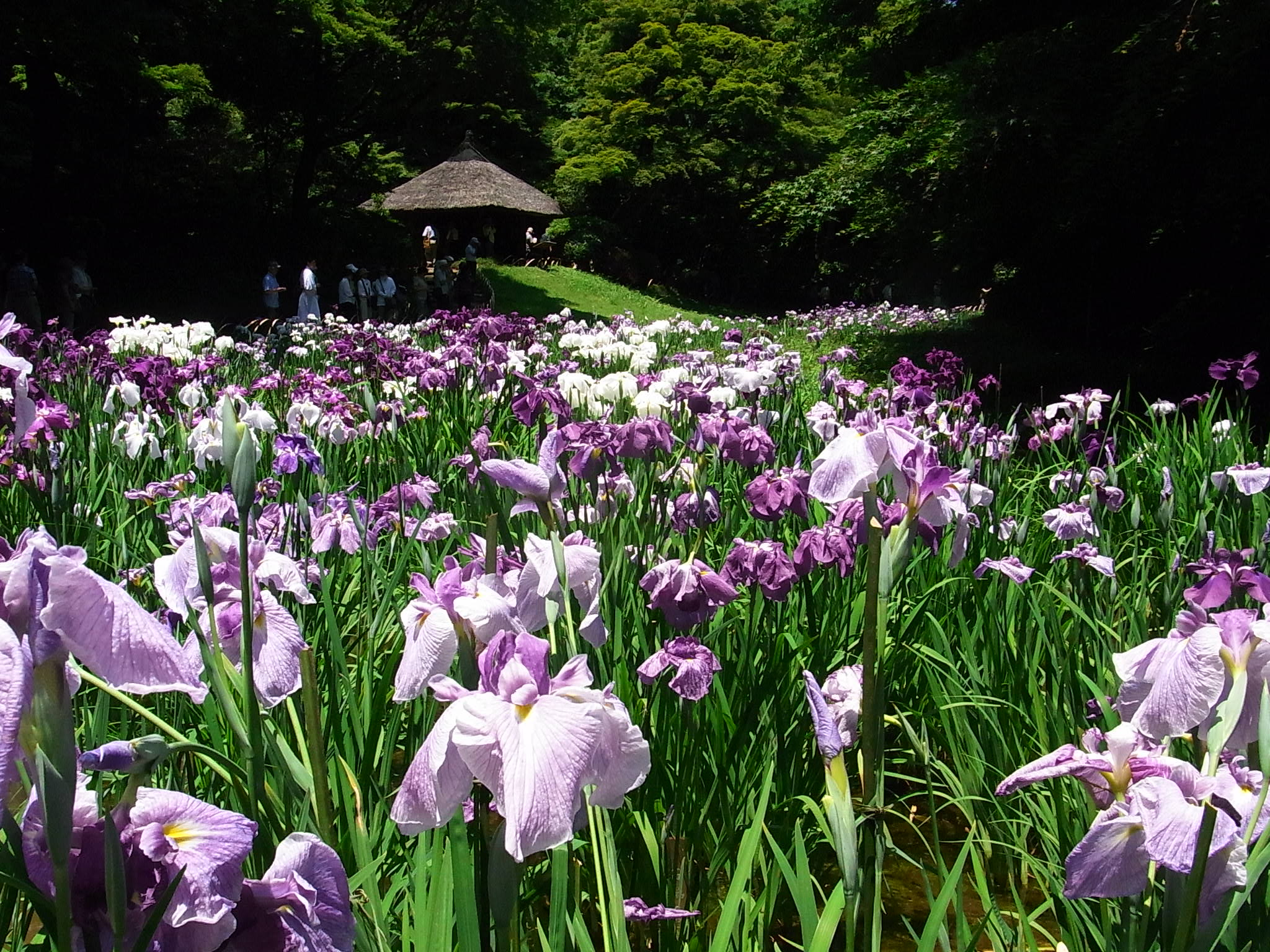
明治神宮御苑 花菖蒲園（2010年6月17日撮影）
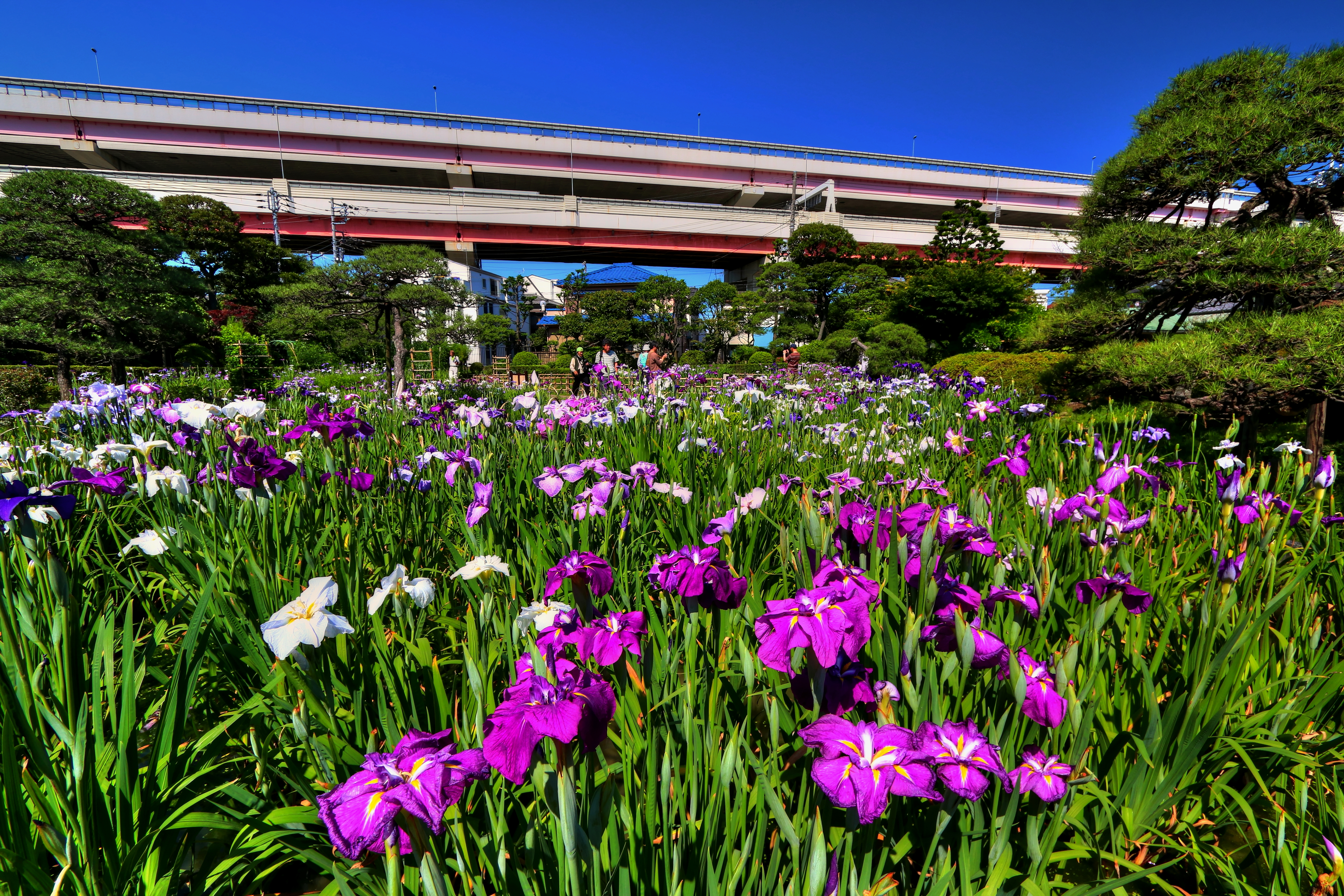
堀切菖蒲園
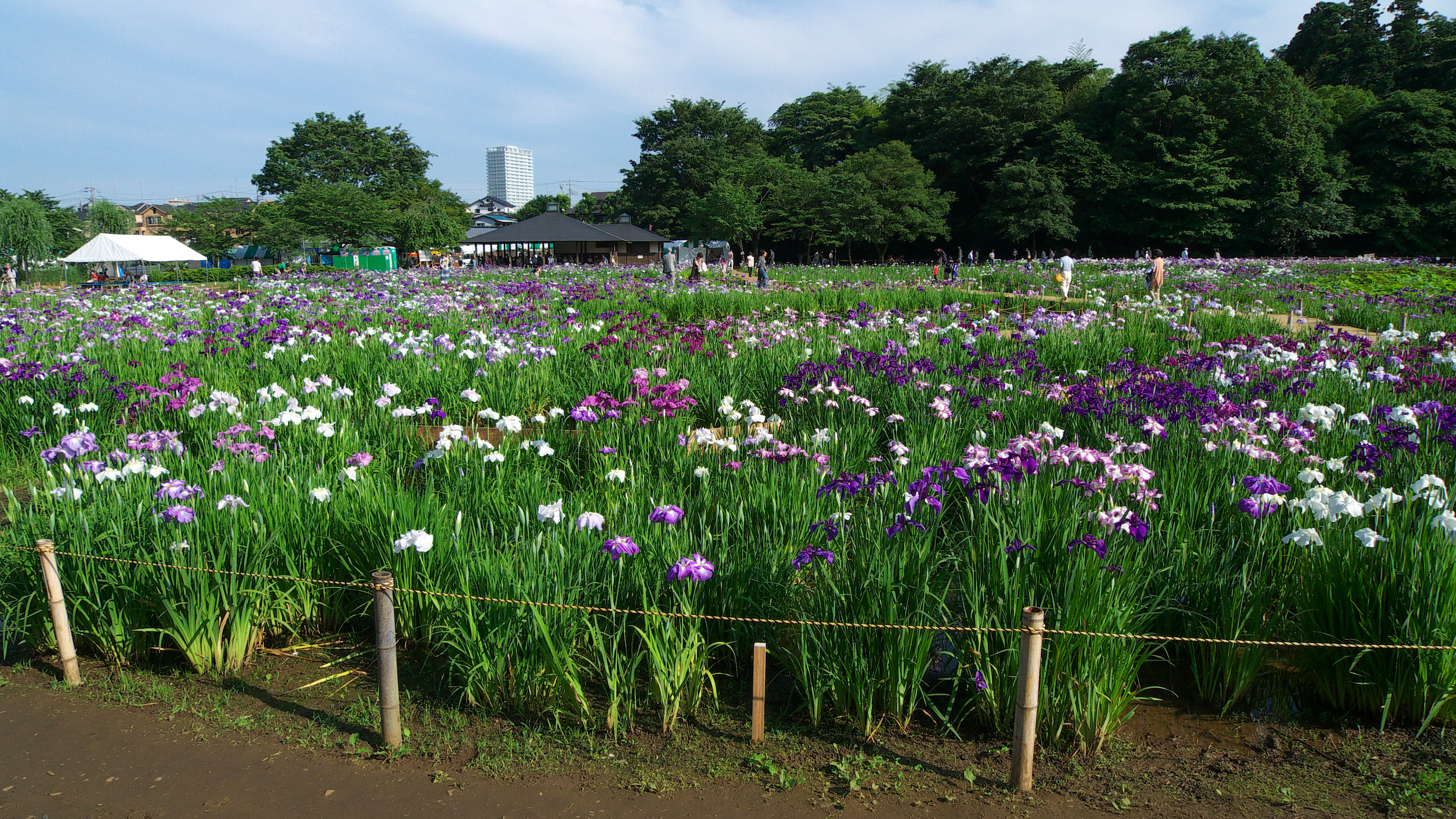
北山公園菖蒲園
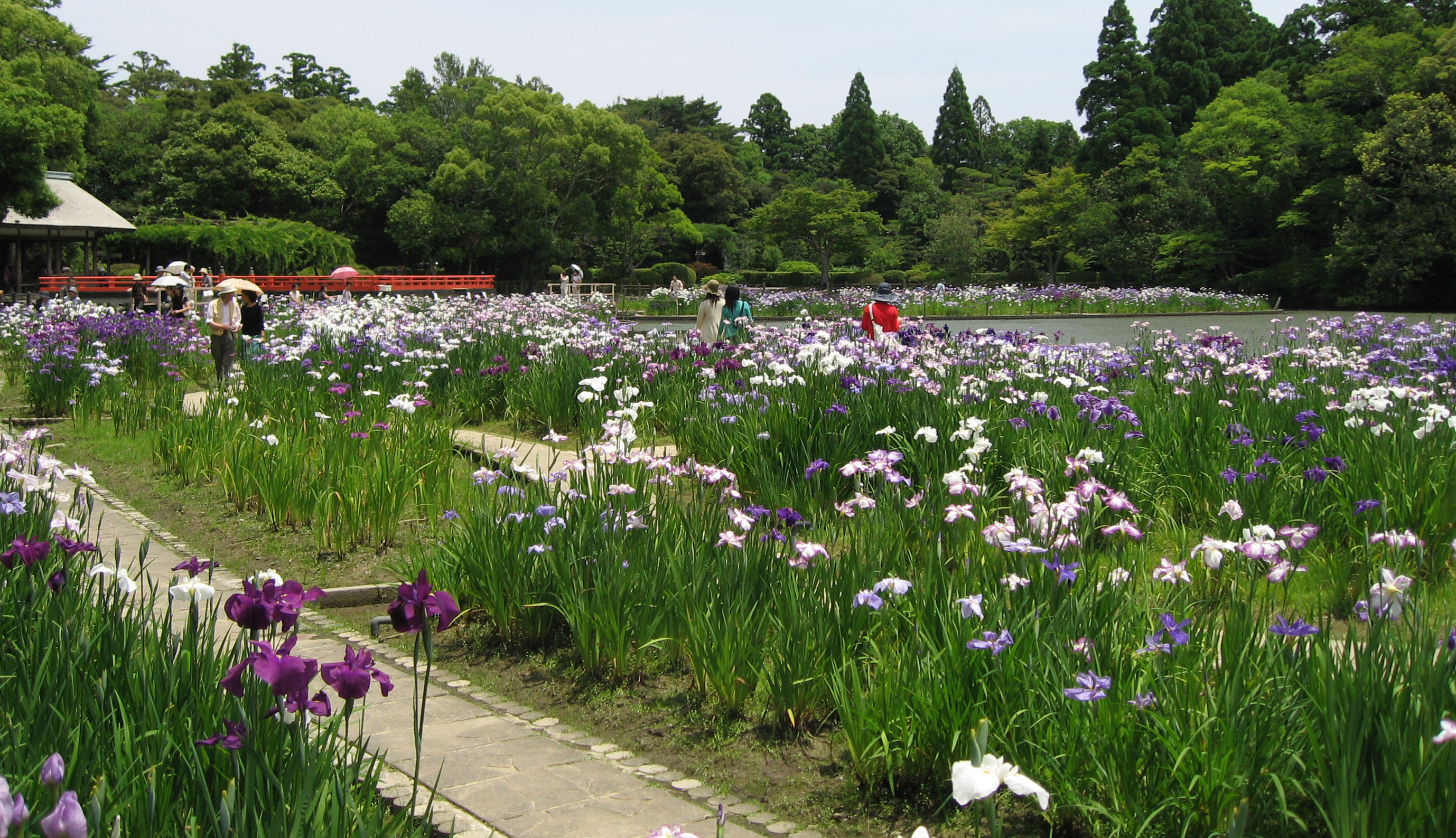
豊受大神宮勾玉池
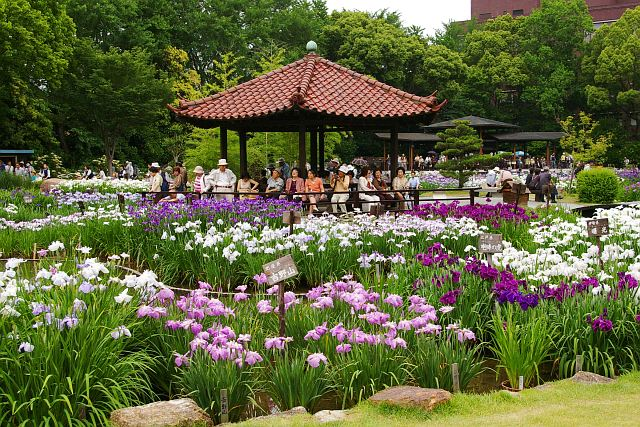
城北公園菖蒲園
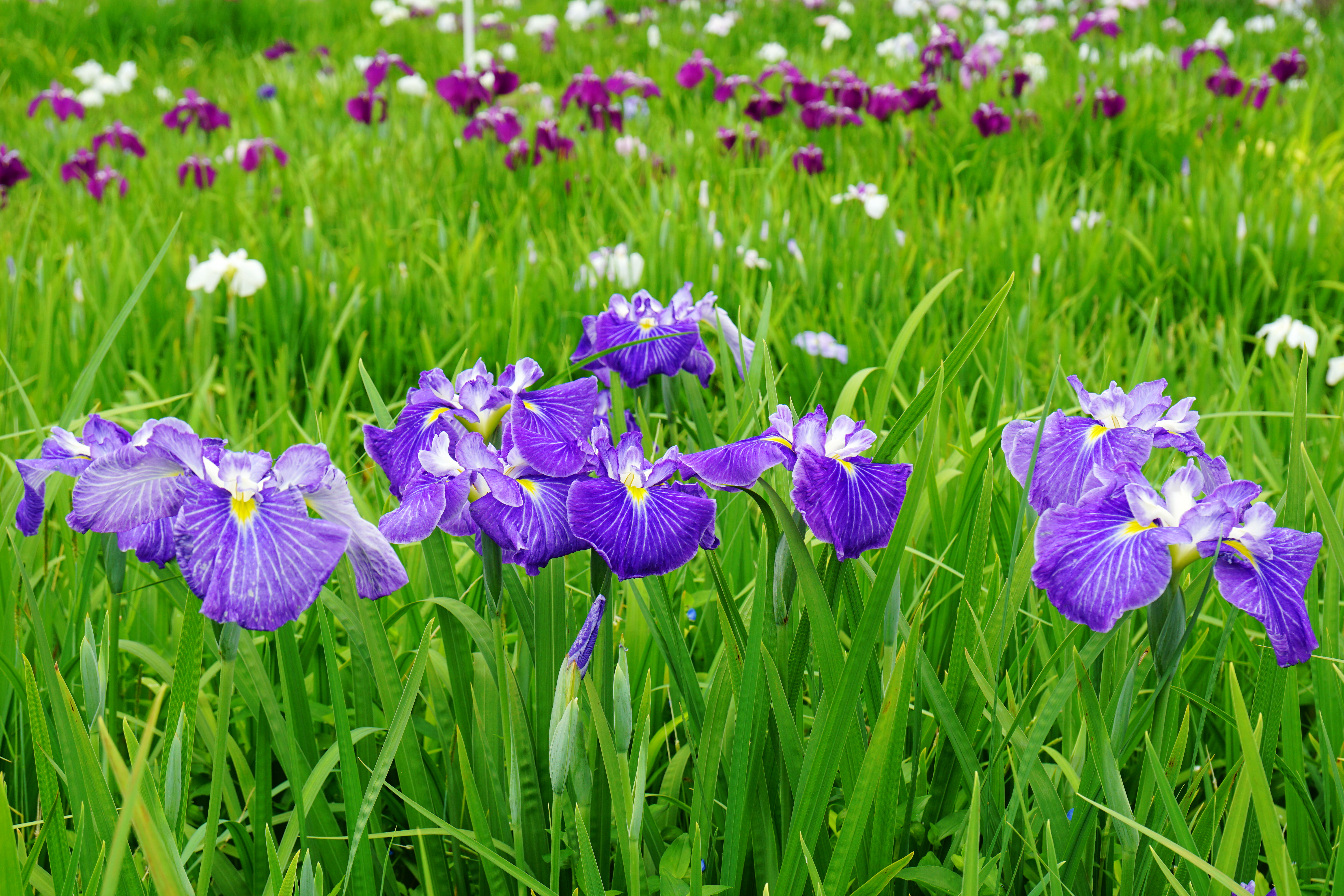
柳生花しょうぶ園
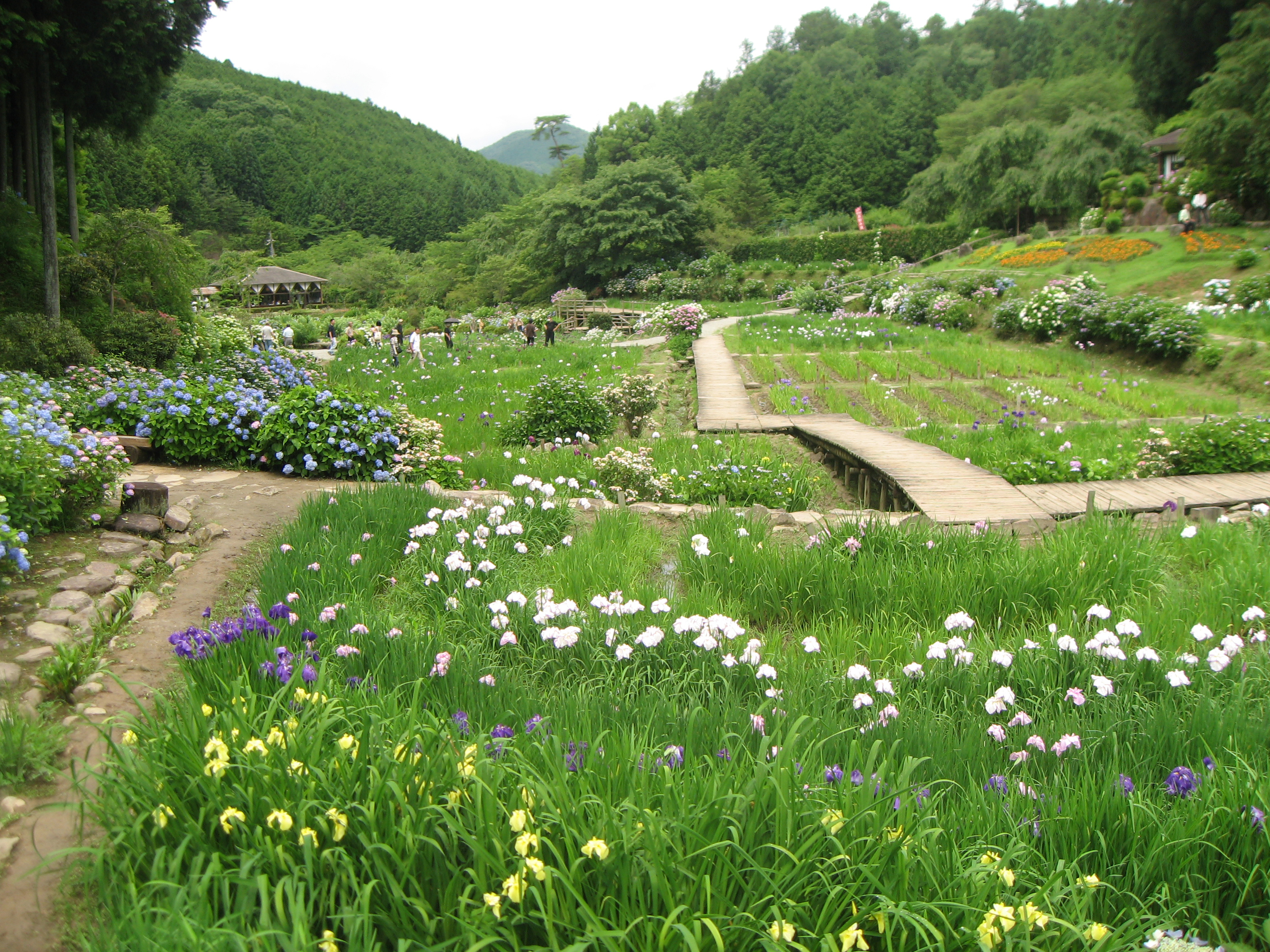
花の郷滝谷 花しょうぶ園
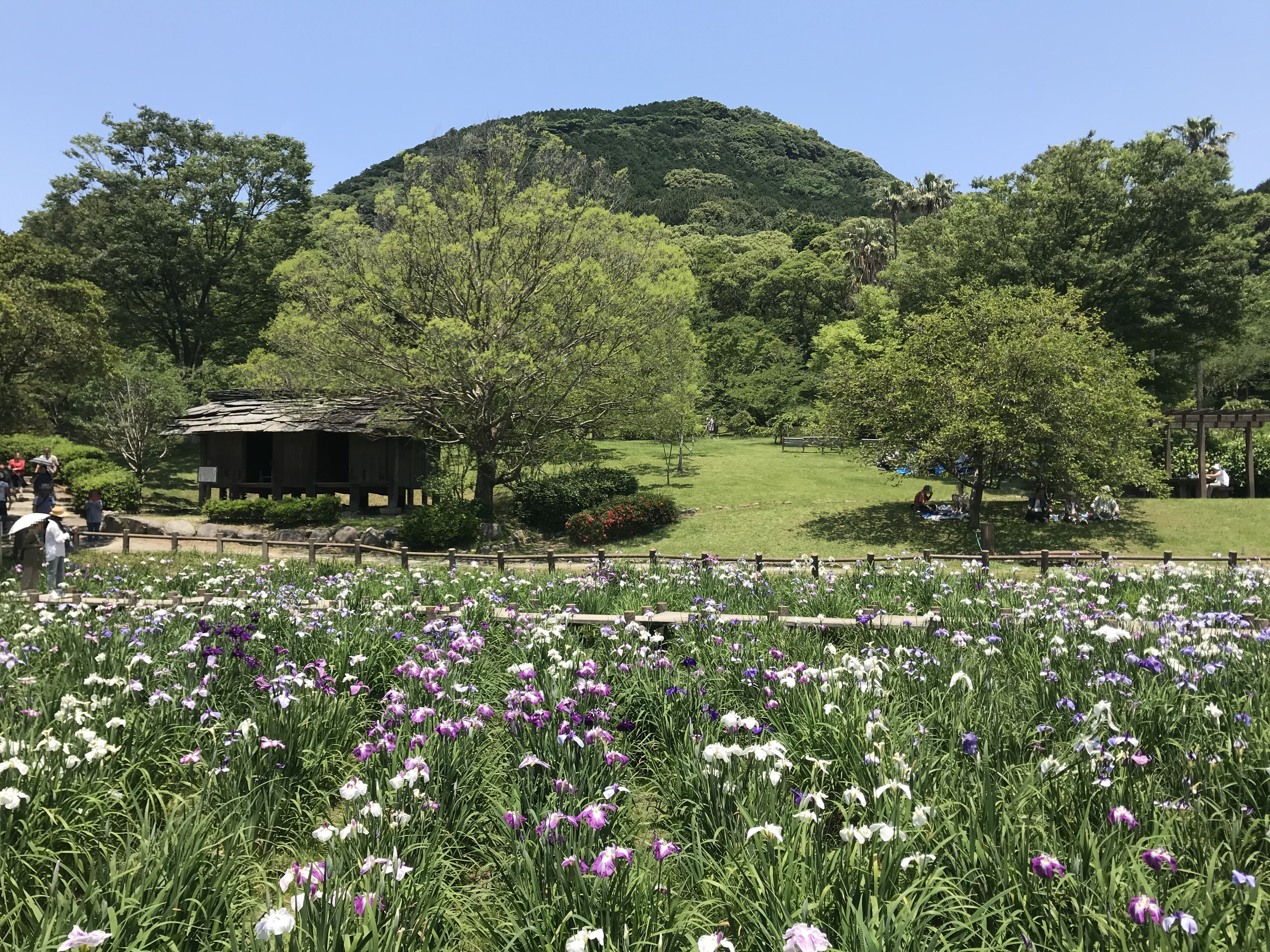
宮地嶽神社江戸菖蒲苑
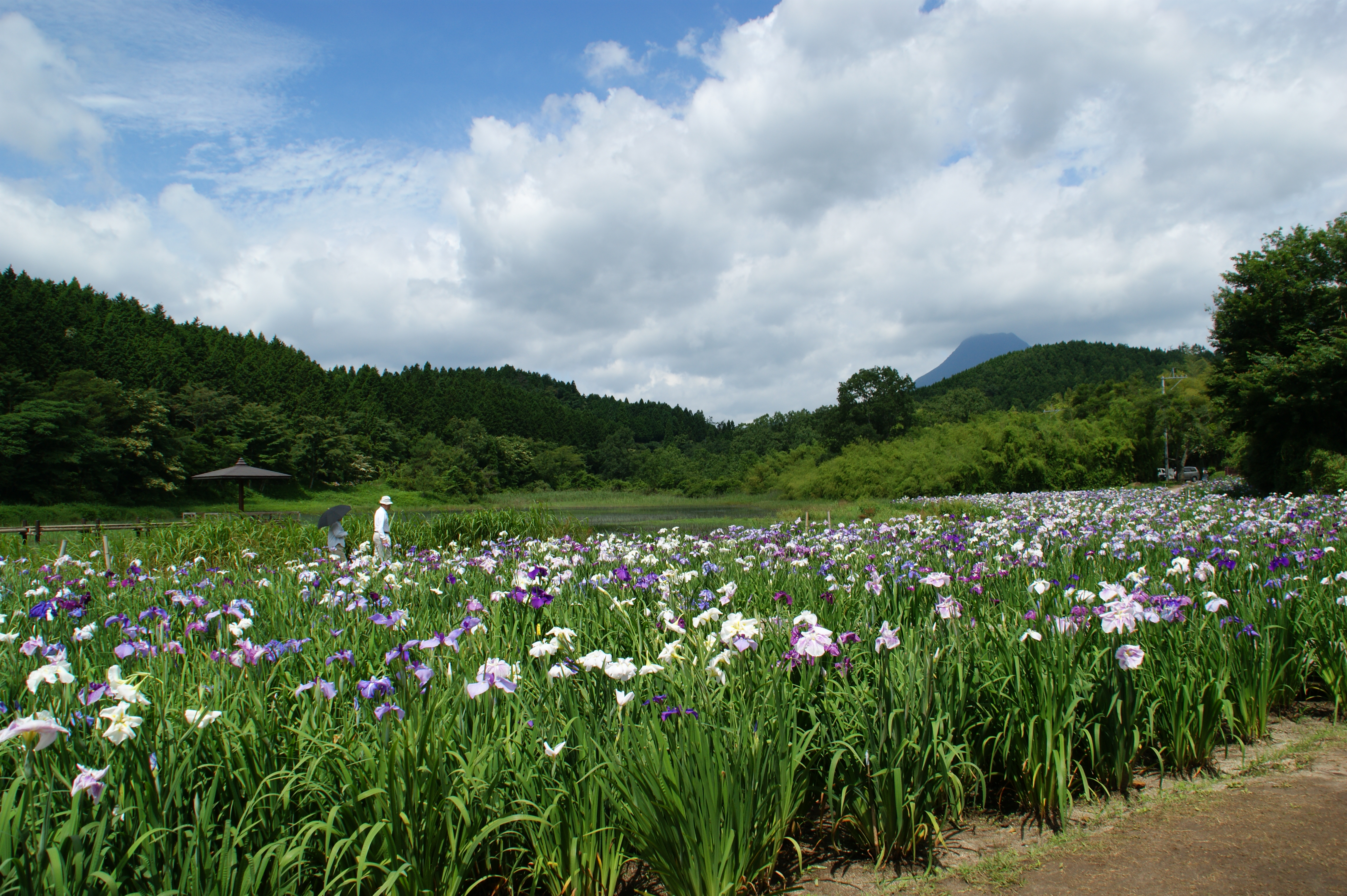
神楽女湖菖蒲園